# Kerry Healey

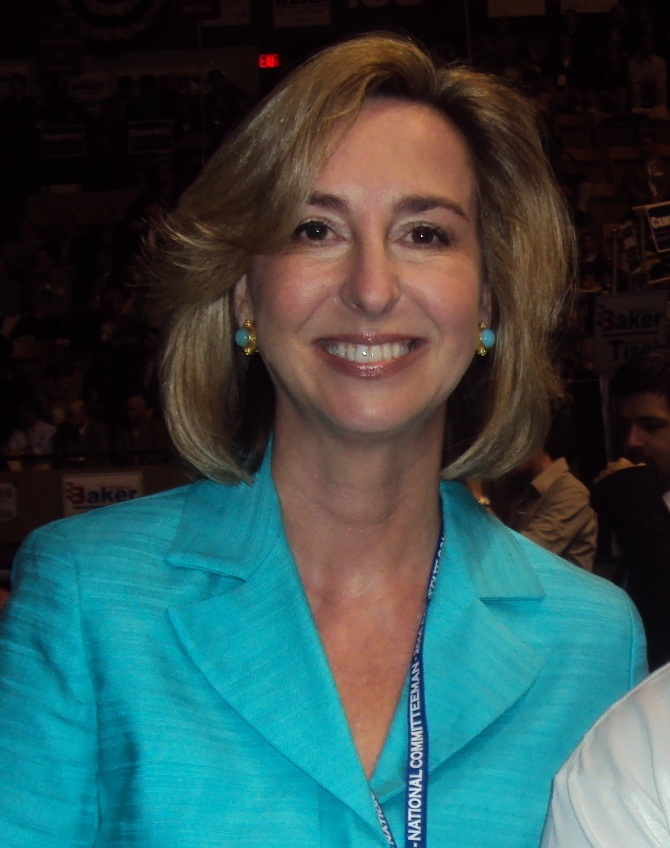
Kerry Healey (2010)

Kerry Murphy Healey (* 30. April 1960 in Omaha, Nebraska) ist eine US-amerikanische Politikerin. Zwischen 2003 und 2007 war sie Vizegouverneurin des Bundesstaates Massachusetts.

## Werdegang
Kerry Murphy, so ihr Geburtsname, wurde in Omaha geboren, wuchs aber in Daytona Beach (Florida) auf, wo sie das Daytona Beach Community College besuchte. Sie machte sich auch mit der damals neuesten Computertechnik vertraut und arbeitete nebenher in einigen Teilzeitjobs sowie später bei einer Zeitung in Daytona Beach. Das Geld benötigte sie dringend, um ihren in finanzielle Schwierigkeiten geratenen Eltern zu helfen. Anschließend absolvierte sie mit Hilfe eines Stipendiums bis 1982 die Harvard University. Später studierte sie noch am Trinity College in Dublin politische Wissenschaften und Jura. Zwischen 1987 und 1997 war sie juristische und Sicherheitsberaterin der Firma Abt Associates, Inc. Dann wurde sie Fakultätsmitglied des Endicott College und der University of Massachusetts in Lowell. Politisch wurde sie Mitglied der Republikanischen Partei. Dabei stieg sie bis zur Staatsvorsitzenden in Massachusetts auf. Dieses Amt hatte sie in den Jahren 2001 und 2002 inne. In den Jahren 1998 und 2000 kandidierte sie erfolglos für das Repräsentantenhaus von Massachusetts.
2002 wurde Healey an der Seite von Mitt Romney, mit dem sie befreundet war, zur Vizegouverneurin von Massachusetts gewählt. Dieses Amt bekleidete sie zwischen 2003 und 2007. Dabei war sie Stellvertreterin des Gouverneurs. Im Jahr 2006 kandidierte sie als Gouverneurin, unterlag aber dem Demokraten Deval Patrick. Im Frühjahr 2007 wurde sie bei der Kennedy School of Government, die zur Harvard University gehört, angestellt. In den Jahren 2004 und 2008 nahm sie als Delegierte an den jeweiligen Republican National Conventions teil. 2008 wurde sie in ein Komitee zu einer Justizreform in Afghanistan berufen. Sie ist Mitglied und Vorstand mehrerer Wohlfahrtsvereinigungen und politischer Organisationen. Im Jahr 2013 wurde sie zur Präsidentin des Babson College in Wellesley berufen. Sie ist verheiratet und Mutter von zwei Kindern.